# アンドレ＝マリ・アンペール
アンドレ＝マリ・アンペール（André-Marie Ampère, 1775年1月20日 - 1836年6月10日）は、フランスの物理学者、数学者。電磁気学の創始者の一人。アンペールの法則を発見した。電流のSI単位のアンペアはアンペールの名にちなんでいる。

## 生涯
フランス中南部の都市リヨンに生まれ、近郊のポレミュー＝オー＝モン＝ドールで育った。幼いころから知識欲が強く、数字すら知らないころに小石や干しインゲンとビスケットのかけらを使って複雑な足し算を解いたと言われている。父親はまずラテン語を教えたが、数学の素質を見抜くと止めた。しかし、アンペールは自らラテン語の学習を再開した。オイラーやベルヌーイの研究を学ぶためである。14歳にして、ディドロ、ダランベールの『百科全書』20巻を読破している。晩年の言葉によると、18歳のときに当時の数学についての研究成果を学び終えていたという。しかし、博学者として読書の趣味は幅広く、歴史や紀行、詩、哲学、自然科学一般を好んだ。
フランス革命の間、アンペールの父はリヨン市内の方が安全だと考えてリヨンに留まっていた。1793年、リヨンが国民公会の軍隊によって占領されると、アンペールの父親は投獄後、断頭台で死刑になってしまう。「juge de paix」(Justice of the Peace) と呼ばれるフランス法廷に勤めており、フランス革命は行き過ぎであるという態度を断固としてくずさなかったためだ。このようなことがあったため、アンペールの多感な心は打ちひしがれ、1年以上も無気力になってしまった。あるとき植物学の投稿前論文を入手したことで、学問に対する興味が戻ってきた。その後、古典詩人の研究、さらに詩作へと関心が移っていった。
1796年、後の妻ジュリー・カロンに初めて出会う。1799年に結婚。1800年に息子のジャン＝ジャック・アンペールをもうける。アンペールは1796年頃からリヨンで数学・化学・語学などの家庭教師をしていたが、1801年に妻と子をリヨンに残したままブールのリセ・ジェローム・ラランドに赴任、物理学と化学の教師を務める。1803年7月、妻ジュリーが死去。1804年、リヨン大学の数学教授に任命された。
1806年にパリでジャンヌ・フランソワーズ・ポトと再婚。ポトとは娘のアルビヌ・アンペールをもうけた。

## 物理学その他の研究
ジャン＝バティスト・ジョゼフ・ドランブルの勧めもあって、アンペールはリヨン大学での仕事を受けることにした。翌年（1805年）にはパリのエコール・ポリテクニーク（理工科学校）でも講師を務めるようになり、1809年には数学の教授となった。そこで確率論および偏微分方程式の解法について研究。
この頃、最初の著作『賭け事についての数学理論考察』で確率の計算を行っている。1813年、科学アカデミー入りを果たした。
アンペールの名声は電気と磁気の関係を明らかにしたことによるもので、それが電磁気学の礎となった。アンペール自身はそれを電気力学と呼んでいた。1820年9月11日、H・C・エルステッドが電流の流れている電線の近くで方位磁針が振れることを発見したと耳にした。そこで磁性と電気の関係を研究。磁針の振れる方向が電流の流れている方向に関係することを発見した。一週間後の9月18日、アンペールはその現象を含む類似の現象についてより完全な解釈を含めた論文をアカデミーに提出した。

### アンペールの法則
アンペールが導き出した法則 (règle du bonhomme d'Ampère) は以下の通り。すなわち、導線と同じ向きにある人が身を傾けており、この人の足の側から頭の側に電流が流れるとすれば、方位磁石の北極が左手側に振れる。また、アンペールは右ねじの法則（右手の法則）として知られる法則も発見した。これは右手を親指を立てて握ったとき、親指以外の指の方向を磁場（磁束）とすると親指の指す先が電流の向きと一致するというものである。さらに電流の強さと磁場の強さの関係についても述べている。その日アンペールはアカデミーの面々の前で、2本の導線を並行におき、それらに電流を流すと2本の導線が引き合ったり反発しあったりするという実験を披露した（電流の向きによって動きが変わる）。こうした業績が電気力学の基礎となり、また19世紀の物理学に大きな影響を与えた。
アンペールによれば磁気学的現象は分子的流体の理論によって説明できる。つまり、電気を帯びた無数の微小な粒子が導線を流れていると考えるのである。この理論は当時の科学者たちの受け入れるところとはならず、60年後に電子が発見されて初めて注目されるようになった。
1827年、電気力学と磁気学に関する『電気力学的諸現象について、実験によりひとつに結論される理論覚え書き』を出版している。電気、電流、電圧の語彙を創始している。
アンペールは電気力学の研究だけでなく、化学的現象を分子構造から説明することも試みており、アヴォガドロとほぼ同時に、気体の体積はその気体中の分子の数に比例するという仮説を唱えた。
ルイ・ルフェーブル＝ジノーの後を襲い、コレージュ・ド・フランスの一般物理学教授に任命される。アンペールの後任はフェリックス・サヴァール。
1827年にロンドン王立協会外国人会員に、1828年にはスウェーデン王立科学アカデミーの外国人会員に選ばれた。

## 死とその後

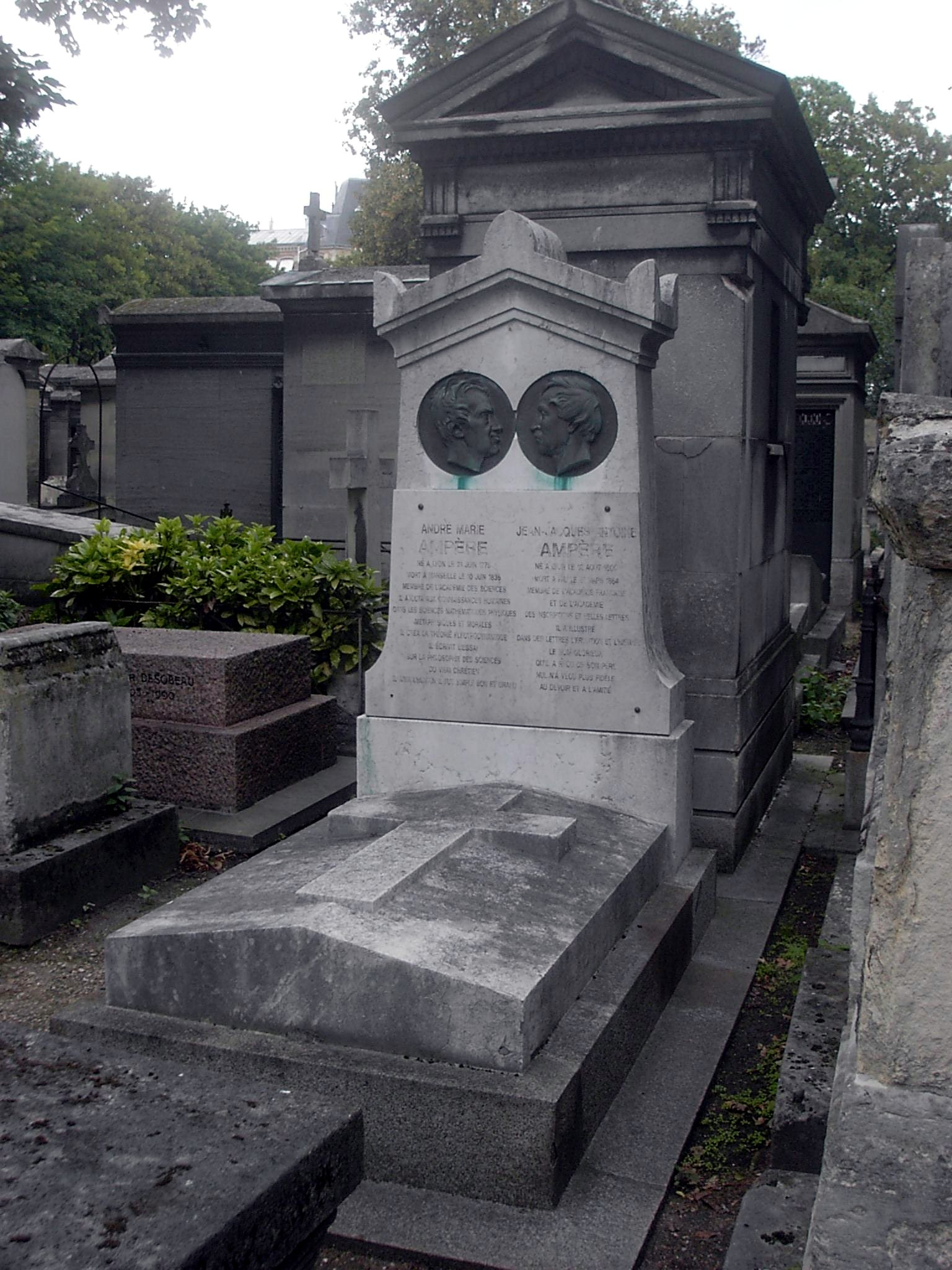
アンペールとその息子の墓

アンペールはマルセイユで死去し、パリのモンマルトル墓地に埋葬された。優しさと無邪気さにあふれた性格は、著書 Journal et correspondence (Paris, 1872) によく表れている。
死後に出版された著作として Essai sur la philosophie des sciences, ou exposition analytique d'une classification naturelle de toutes les connaissances humaines（科学哲学についてのエッセイまたは人類の知識の自然分類における分析的解釈）がある。